# Lars-Olof Mattsson
Lars-Olof Mattsson, född 13 november 1954 i Köla socken, Värmland, är en svensk fotbollstränare och spelare.
Mattsson har tidigare varit tränare i Säffle FF, Degerfors IF, IK Oddevold, Ljungskile SK, Västra Frölunda IF, BK Häcken, FC Trollhättan och Ljungskile SK. På 1990-talet var han U21-förbundskapten.
Han har även varit förbundskapten för Sierra Leones herrlandslag i fotboll. Han var förbundskapten i två år och förde upp landslaget från plats 129 till 63 på Fifa-rankingen innan han den 27 mars 2013 avgick från positionen.